# Eudoro Libânio Villela
Eudoro Libânio Villela (Vargem Grande do Sul, 02 de agosto de 1907 - São Paulo, 18 de abril de 2001), foi um empreendedor e banqueiro brasileiro.
Era filho de Maria José Libânio (1886-?) e Eurico de Azevedo Villela (1883-1962). Seu pai Eurico foi cientista, médico, professor, higienista, administrador de hospitais e um dos membros da equipe de Carlos Chagas que descobriu o micro-organismo causador da doença de Chagas no Brasil.
Casou-se em 1938 com Maria de Lourdes Egydio de Souza Aranha (16 de dezembro de 1916 - ?), filha de Umbelina e Alfredo Egydio de Sousa Aranha (1894-1961).
Tiveram dois filhos: Maria de Lourdes Egydio Villela, Milú, (08 de setembro de 1943) e Alfredo Egydio Arruda Villela (06 de outubro de 1939 - 18 de janeiro de 1982) que morreu em um acidente aéreo em Paraty junto com sua esposa Maria Sílvia de Mattos Barretto (1943-1982).

## Formação e medicina
Em 1928 formou-se em medicina pela Universidade Federal do Rio de Janeiro.
Dois anos depois, em 1931, se tornou encarregado dos cursos de anatomia patológica da Fundação Oswaldo Cruz sob orientação do dr. Carlos Bastos Magarinos Torres.
Nesse mesmo ano obteve uma bolsa da Fundação Gaffrée-Guinle para trabalhar em Paris no Institut du Radium da Fundation Curie sob orientação dos professores Claudius Régaud, Antonie Lacassagne, G. Gricouroff, e Madame Curie.
Desenvolveu uma técnica para identificação de tumores malignos, que foi batizada de Rio-Hortega-Villela,  método utilizado até hoje no diagnóstico de câncer.
Terminado o estágio francês, ingressou no laboratório do professor Pio Del Rio-Hortega, em Madrid, atuando como assistente dos técnicos histológicos de impregnação pelo método Cajal.
Em 1935 retornou ao Brasil e foi indicado para chefe de serviço no Instituto do Câncer da Fundação Oswaldo Cruz, cargo que não o obrigava a dedicar-se com exclusividade, podendo com isso manter também suas funções no serviço de autópsia do Hospital São Francisco de Assis da Universidade Federal do Rio de Janeiro.
Tornou-se ainda, responsável pelo setor de histopatologia no laboratório da Missão Rockefeller no Rio de Janeiro, sob orientação do dr. Fred Soper, pesquisador de doenças tropicais.

Entre 13 de fevereiro a 13 de agosto de 1940 fez curso no Instituto Arnaldo Vieira de Carvalho.

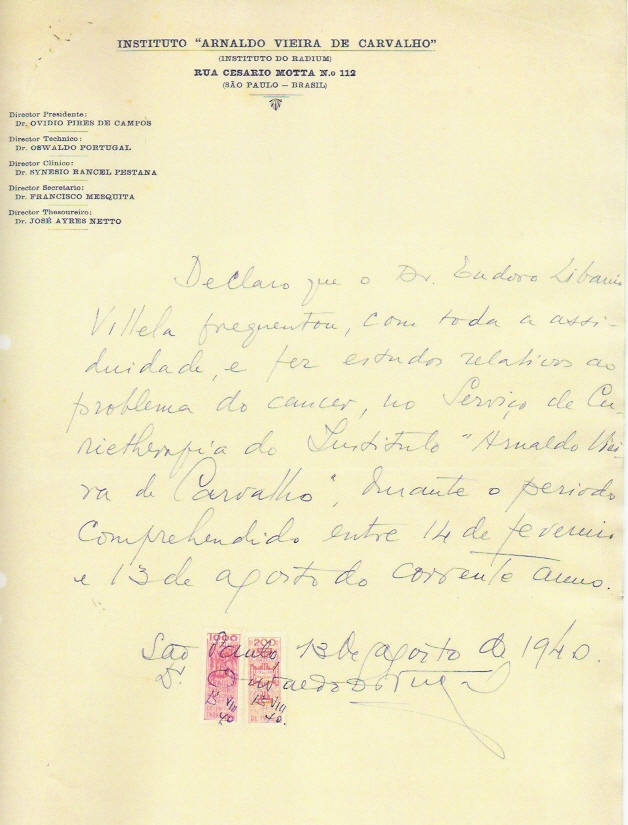
Certificado de conclusão do curso de especialização no Instituto Arnaldo Vieira de Carvalho

## Empresário
A partir de Paris, nos intervalos dos trabalhos de pesquisa, aproveitava o tempo livre para visitar centros de tecnologia na Europa.
Em Estocolmo, na Suécia, tomou ciência de um método novo para tratar chapas de fibra de madeira tipo hardboard, um material derivado da madeira parecido com a placa de fibra de média densidade (MDF), mais duro e mais denso, feito com fibras de madeira altamente comprimidas.
Percebeu que isso poderia ser feito no Brasil, utilizando-se das reservas florestais de eucaliptos de São Paulo, então parcialmente exploradas. Sugeriu ao sogro, Alfredo Egídio de Sousa Aranha, dono do Banco Federal de Crédito, a criação de uma fábrica que explorasse a tecnologia no Brasil.
No início dos anos 50, Eudoro Villela e Nivaldo Coimbra de Ulhôa Cintra, proprietários da empresa de importação e exportação Los Andes, encaminharam a Suécia, amostra de eucaliptos brasileiros para teste.
Ao receberem o resultado dos testes demonstrando a qualidade apropriada da madeira de eucalipto brasileiro, deram início a um empreendimento pioneiro: a fabricação de chapas de fibra de madeira que, antes, eram importadas da Suécia.
Com o apoio e investimento do sogro Alfredo, os dois empresários procuraram a empresa sueca Defibrator para a aquisição de equipamentos e maquinário. Em 31 de março de 1951 nasceu a Duratex S.A. Indústria e Comércio.
Além da assistência técnica sueca, a nova fábrica contou com a colaboração da família Leloir (Maximo Leloir), proprietária da FIPLASTO, empresa argentina congênere. Essa ajuda permitiu as primeiras exportações de chapas de fibra de madeira tipo hardboard aos Estados Unidos.
O projeto contou com o apoio do ministro Osvaldo Aranha e do governo que ofereceu tratamento preferencial necessário a obtenção da licença de importação dos equipamentos básicos.
Em 1954 entrou em operação a primeira fábrica da Duratex, no município de Jundiaí.

## Banqueiro
Iniciou sua carreira de banqueiro como diretor do Banco Federal de Crédito, o antigo Banco Central de Crédito,  que havia sido fundado em dezembro de 1943 por seu sogro Alfredo Egídio de Souza Aranha.
Quando Alfredo morreu em 1961, Eudoro foi eleito diretor-presidente e tomou a frente dos negócios, ao lado de Olavo Setúbal, sobrinho de Alfredo.
Iniciou um projeto de expansão e em janeiro de 1962, o banco abriu sua primeira agência fora do estado de São Paulo: na rua do Ouvidor, no Rio de Janeiro.
Até então, bancos atendiam basicamente a aristocracia rural, mas Eudoro viu que poderia crescer com a classe média urbana.
Iniciou a modernização da administração do banco, dando bônus aos funcionários bem-sucedidos. Incentivou as incorporações e fusões para tornar o banco mais presente, além de apoiar a informatização do banco para modernizar e agilizar as operações.

### Aquisições, fusões e incorporações
Sob sua presidência, o Banco Federal de Crédito, efetuou seis fusões e incorporações. Em 1964 houve a fusão com o Banco Itaú de Minas Geriais. Dessa fusão surgiu o Banco Federal Itaú, que começou a funcionar com uma rede de 112 agências em seis Estados (São Paulo, Rio de Janeiro, Guanabara, Mato Grosso, Minas Gerais e Paraná). A diretoria era composta por Jorge Dias de Oliva (presidente, vindo do Banco Itaú), Eudoro Villela (diretor presidente) e Olavo Setúbal, que passou a ser o diretor geral da instituição. 
Com a Lei da Reforma Bancária, no mesmo ano, o Banco Federal Itaú passou a fazer aquisições e passou a buscar expansão para outros pontos do país. Em 1967, foi inaugurada a agência de Salvador, a primeira no Nordeste. Em 1966 houve a fusão com o Banco Sul Americano. Em 1969, a fusão com o Banco da América que criou o Banco Itaú América com agências em São Paulo, Minas Gerais, Rio de Janeiro, Paraná, Rio Grande do Sul, Mato Grosso, Distrito Federal e na Bahia. 
Em 1970, houve a incorporação com o Banco Aliança. Três anos depois, em 1973, a incorporação do Banco Português do Brasil. Logo em seguida em 1974 com o Banco União Comercial.
Com essas incorporações e fusões, o Banco Itaú passou, em dez anos, de apenas um entre os cinquenta maiores para o segundo maior do país.
O nome Itaú, de um dos bancos adquiridos, significa pedra preta em tupi.
Em 1973, foi criada a primeira versão da marca do banco pelo publicitário Francesc Petit.
Em 1975, Eudoro deixou a presidência do Itaú por uma cadeira no conselho de administração da Itaúsa, empresa holding. 

## Pecuária
Em 1944 adquiriu uma fazenda de café em São João da Boa Vista no estado de São Paulo, a fazenda Paraíso com 1.200 hectares.
Em 1947, trouxe de Minas Gerais, as primeiras cabeças de gado da raça "holandês puro de origem" para iniciar um rebanho selecionado que tornaria essa uma fazenda modelo de criação de gado holandês.
Essa foi uma das primeiras fazendas a usar inseminação artificial, quando ainda não se usava sémen congelado, e se valia do controle leiteiro para selecionar suas matrizes.
O trabalho da fazenda Paraíso com sua colaboração para o melhoramento da pecuária leiteira nacional foi reconhecida em uma reportagem do repórter Afonso Mônaco para o programa Globo Rural da Rede Globo de Televisão em 22 de novembro de 1982.

## ANPES
Em 1967, tornou-se presidente da Associação Nacional de Programação Econômica e Social (ANPES), uma associação civil e privada de programação, sem fins lucrativos, com finalidades científicas e culturais. 
Nesse período trouxe ao Brasil, pessoas de destaque no cenário econômico e científico mundial para conferências na ANPES, como Milton Friedman, Lionel Guy Stoléru, entre outros.
Em 1978, a ANPES iniciou um trabalho intitulado "Radiografia da Amazônia", centrado na área de Grande Carajás que abrange 400 mil km² nos Estados do Pará e Maranhão. Esse trabalho resultou em um livro de mesmo nome e duas conferências (São Paulo e Rio de Janeiro). Em 1982, em conjunto com a Brazilian American Chamber of Commerce e Americas Society, o Banco Itaú e a ANPES apresentaram o Projeto Carajás, em Nova York.

## Reconhecimentos
- Governo Francês – Legion d’ Honneur (Legião de Honra) - graus de “Chevalieur” e “Officiel”
- Governo Argentino - Comenda de San Martin
- Governo Brasileiro – Ordem do Rio Branco no Grau de Comendador